# Liste der Biografien/Viz
Liste der Biografien |
Portal Biografien |
Personensuche
# |
A |
B |
C |
D |
E |
F |
G |
H |
I |
J |
K |
L |
M |
N |
O |
P |
Q |
R |
S |
T |
U |
V |
W |
X |
Y |
Z |
?
 
Va |
Vd |
Ve |
Vh |
Vi |
Vj |
Vl |
Vn |
Vo |
Vr |
Vs |
Vt |
Vu |
Vy
 
Via |
Vib |
Vic |
Vid |
Vie |
Vif |
Vig |
Vih |
Vii |
Vij |
Vik |
Vil |
Vim |
Vin |
Vio |
Vip |
Viq |
Vir |
Vis |
Vit |
Viu |
Viv |
Vix |
Viy |
Viz
Die Liste der Biografien führt alle Personen auf, die in der deutschsprachigen Wikipedia einen Artikel haben. Dieses ist eine Teilliste mit 38 Einträgen von Personen, deren Namen mit den Buchstaben „Viz“ beginnt.

## Viz

### Viza
- Vizaniari, Lisa-Marie (* 1971), australische Leichtathletin
- Vizanti, Andrei (* 1844), rumänischer Politiker, Romanist, Rumänist und Hispanist
- Vizarrón y Eguiarreta, Juan Antonio de (1682–1747), spanischer Bischof der römisch-katholischen Kirche und Kolonialverwalter

### Vizc
- Vizcaíno, Sebastián (* 1548), spanischer Entdecker
- Vizcarra Mori, Gilberto Alfredo (* 1960), peruanischer römisch-katholischer Geistlicher, Erzbischof von Trujillo
- Vizcarra y Arana, Zacarías de (1880–1963), spanischer Geistlicher, Weihbischof in Toledo
- Vizcarra, Enrique (* 1975), mexikanischer Fußballspieler
- Vizcarra, Martín (* 1963), peruanischer Politiker und Ingenieur; Staatspräsident
- Vizcarrondo, Leocadio (1906–1993), puerto-ricanischer Musiker, Arrangeur und Komponist

### Vize
- Vízek, Ladislav (* 1955), tschechoslowakischer Fußballspieler
- Vizelin († 1154), deutscher Bischof und Missionar, HeiligerVizelin († 1154)

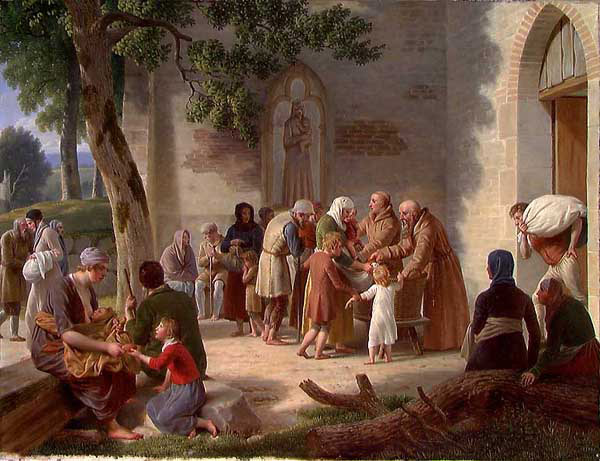
Vizelin († 1154)

- Vizenor, Gerald (* 1934), indianisch-amerikanischer Schriftsteller und Hochschullehrer
- Vizer, Marius (* 1958), rumänisch-österreichischer Sportfunktionär und Geschäftsmann
- Vizes, Patrik (* 1994), ungarischer Handball- und Beachhandballspieler
- Vizeu, Felipe (* 1997), brasilianischer Fußballspieler

### Vizg
- Vizgirda, Vincentas (1874–1966), litauischer katholischer Geistlicher und Theologe

### Vizi
- Vizi, Christian (* 1961), österreichischer Filmproduzent
- Vizinczey, Stephen (1933–2021), ungarisch-britisch-kanadischer Schriftsteller
- Vizinger, Dario (* 1998), kroatischer Fußballspieler
- Vizitiu, Daniel Florin (* 1996), rumänischer Gewichtheber
- Vizitiu, Ioan (* 1970), rumänischer Ruderer

### Vizj
- Vizjak, Jana (* 1956), slowenische Malerin

### Vizn
- Vízner, Oldřich (* 1947), tschechischer Schauspieler
- Vízner, Pavel (* 1970), tschechischer Tennisspieler

### Vizo
- Vizol Angami (1914–2008), indischer Politiker, Rajya Sabha-Mitglied, Chief Minister von Nagaland

### Vizu
- Vizulis, Ingus (* 1965), lettischer Marineoffizier

### Vizv
- Vízvári, György (1928–2004), ungarischer Wasserballspieler
- Vizvary, Kristof (* 1983), österreichischer Handballspieler
- Vizvary, Mario (* 1983), österreichischer Handballtorwart

### Vizy
- Vizyinos, Georgios (1849–1896), griechischer Schriftsteller, Dichter und Gelehrter

### Vizz
- Vizzana, Lucrezia Orsina (1590–1662), italienische Komponistin des Frühbarock
- Vizzardelli, Carlo (1791–1851), italienischer Theologe, Hochschullehrer und Kardinal
- Vizzardelli, Giorgio (1922–1973), italienischer Serienmörder
- Vizzini, Calogero (1877–1954), sizilianischer Mafiaboss in der Provinz CaltanissettaCalogero Vizzini (1877–1954)

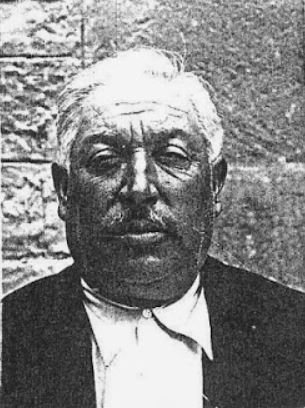
Calogero Vizzini (1877–1954)

- Vizzini, Ned (1981–2013), US-amerikanischer Schriftsteller
- Vizzini, Roberto (* 1990), Schweizer Unihockeyspieler
- Vizzoni, Nicola (* 1973), italienischer Hammerwerfer
- Vizzutti, Allen (* 1952), US-amerikanischer Trompeter